# Austrophorocera summaria
Austrophorocera summaria là một loài ruồi trong họ Tachinidae.